# 40198 Azarkhalatbari
40198 Azarkhalatbari este o planetă minoră (asteroid) din centura de asteroizi. A fost descoperită pe 16 septembrie 1998 la Caussols de OCA-DLR Asteroid Survey⁠(d) și a fost numită după Azar Khalatbari⁠(d). 
Obiectul prezintă o orbită caracterizată de o semiaxă mare de 3,1985054431994 UAi, o excentricitate de 0,18494387149163, o înclinație de 1,3767695552093 ° în raport cu ecliptica.